# David Vaněček (1983)
David Vaněček (* 25. července 1983 v Plzni) je český fotbalový záložník, hrající za klub FK Tachov.

## Kariéra
S fotbalem začínal ve Viktorii Plzeň, kde prošel všemi mládežnickými kategoriemi a v lednu 2004 se dostal do prvního týmu. V A-týmu Plzně se však natrvalo neprosadil a po ročním hostování v 1. FC Karlovy Vary v letech 2006-2007. Odešel v červenci 2007 do FK Mladá Boleslav, se kterou si zahrál Pohár UEFA. Ovšem již po roce, v červenci 2008, přestoupil do Baníku Sokolov, kde se okamžitě propracoval do základní sestavy. Na podzim 2012 se v jednom týmu sešel se svým mladším bratrancem Davidem Vaněčkem, který v Sokolově hostoval z Plzně.